# Circuito Brasileiro de Voleibol de Praia Masculino de 2019–20
O Circuito Brasileiro de Voleibol de Praia Masculino de 2019-20, também chamado de Circuito Banco do Brasil de Vôlei de Praia Open, é a vigésima nona edição da principal competição nacional de Vôlei de Praia na variante masculina, iniciado em 24 de setembro de 2019.
A últimas etapas foram canceladas devido à pandemia de COVID-19, mas foi declarado a dupla campeã, pois, não era mais possível serem alcançados matematicamente na liderança do ranking.

## Resultados

### Circuito Open 2019-20
| Evento                                                                  | Ouro                                   | Prata                                      | Bronze                                | Quarto lugar                               |
| 1ª Etapa Vila Velha, Espírito Santo 24 a 29 de setembro de 2019.        | / George Wanderley André Loyola Stein  | / Thiago Santos Barbosa Gustavo Carvalhaes | /Arthur Lanci Saymon Barbosa Santos   | /Vitor Felipe Ricardo Alex Santos          |
| 2ª Etapa Cuiabá, Mato Grosso 22 a 27 de outubro de 2019.                | /Alison Cerutti Álvaro Filho           | / George Wanderley André Loyola Stein      | /Vitor Felipe Ricardo Alex Santos     | Oscar Brandão Pedro Solberg                |
| 3ª Etapa Ribeirão Preto, São Paulo (Estado) 19 a 24 de novembro de 2019 | /Bruno Oscar Schmidt Evandro Gonçalves | /Alison Cerutti Álvaro Filho               | Arthur Mariano Adrielson Emanuel      | / Thiago Santos Barbosa Gustavo Carvalhaes |
| 4ª Etapa João Pessoa, Paraíba 22 a 27 de janeiro de 2020.               | / George Wanderley André Loyola Stein  | Arthur Mariano Adrielson Emanuel           | /Vitor Felipe Ricardo Alex Santos     | /Hevaldo Moreira Vinícius Freitas          |
| 5ª Etapa Maceió, Alagoas 12 a 16 de fevereiro de 2020.                  | /Bruno Oscar Schmidt Evandro Gonçalves | /Vitor Felipe Ricardo Alex Santos          | / George Wanderley André Loyola Stein | /Alison Cerutti Álvaro Filho               |
| 6ª Etapa Aracaju, Sergipe 4 a 8 de março de 2020.                       | /Hevaldo Moreira Vinícius Freitas      | Oscar Brandão Pedro Solberg                | / George Wanderley André Loyola Stein | /Allison Francioni Fábio Bastos            |

## Ranking Final
| Posição           | Equipe                                  | Pontuação |
| ----------------- | --------------------------------------- | --------- |
| Medalha de ouro   | / George Wanderley André Loyola Stein   | 2040      |
| Medalha de prata  | /Vitor Felipe Ricardo Alex Santos       | 1640      |
| Medalha de bronze | Arthur Mariano Adrielson Emanuel        | 1560      |
| 4                 | /Hevaldo Moreira Vinícius Freitas       | 1480      |
| 5                 | / Matheus Maia Eduardo Davi             | 1360      |
| 6                 | /Alison Cerutti Álvaro Filho            | 1240      |
| 7                 | /Allison Francioni Fábio Bastos         | 1200      |
| 8                 | /Lipe Martins Rafael Mendonça           | 1180      |
| 9                 | / Ramon Gomes Bernardo de Lima          | 1160      |
| 10                | /Bruno Oscar Schmidt Evandro Gonçalves' | 1000      |
| 11                | / Anderson Melo Felipe Cavazin          | 980       |
| 11                | Renato Andrew Rafael Andrew             | 980       |

### Premiações individuais
Os destaques da temporada foramː
| MVP                     |
| Melhor Ataque           |
| Craque da Galera        |
| Melhor Bloqueio         |
| Melhor Saque            |
| Melhor Recepção/Passe   |
| Melhor Defesa           |
| Melhor Levantador       |
| Atleta que mais evoluiu |
| Revelação               |
| Melhor Técnico          |